# Moustapha Bayal Sall
Moustapha Bayal Sall (Dakar, 30 november 1985) is Senegalees voormalig voetballer die doorgaans als centrale verdediger speelde.
Sall begon bij US Gorée in zijn thuisland Senegal.
Deze centrale verdediger maakte vooral naam bij de Franse subtopper AS Saint-Etienne. Bij deze club speelde hij 224 wedstrijden, waarvan 24 in Europees verband. Hij won er ook de Coupe de la Ligue in 2013. De ervaren Senegalees werd door Saint-Etienne weggeplukt bij US Gorée waarna hij 10 jaar lang voor de groen-witten speelde.
Hij maakte tussendoor nog één kort zijsprongetje bij AS Nancy, en vertrok in 2016 naar Al-Arabi Sports Club in Qatar. In seizoen 2017/18 speelde hij voor Royal Antwerp elf wedstrijden. Sall beëindigde zijn professionele spelerscarrière in 2020 bij het Franse Lyon-Duchère die speelt in de Championnat National.
Sall was gekend om zijn fysieke présence en ervaring, ook op internationaal vlak. Hij verzamelde 29 caps voor Senegal. Hij maakte deel uit van de selecties van het Senegalees voetbalelftal voor de Afrika Cup 2008 en de Afrika Cup 2012.

## Statistieken
| Seizoen | Club             | Land      | Competitie           | Duels | Doelp. |
| ------- | ---------------- | --------- | -------------------- | ----- | ------ |
| 2005/06 | US Gorée         | Senegal   | Ligue 1              | ?     | ?      |
| 2006/07 | AS Saint-Étienne | Frankrijk | Ligue 1              | 4     | 0      |
| 2007/08 | AS Saint-Étienne | Frankrijk | Ligue 1              | 31    | 0      |
| 2008/09 | AS Saint-Étienne | Frankrijk | Ligue 1              | 19    | 2      |
| 2009/10 | AS Saint-Étienne | Frankrijk | Ligue 1              | 9     | 0      |
| 2010/11 | AS Saint-Étienne | Frankrijk | Ligue 1              | 19    | 0      |
| 2011/12 | AS Saint-Étienne | Frankrijk | Ligue 1              | 0     | 0      |
| 2011/12 | → AS Nancy       | Frankrijk | Ligue 1              | 2     | 0      |
| 2012/13 | AS Saint-Étienne | Frankrijk | Ligue 1              | 23    | 0      |
| 2013/14 | AS Saint-Étienne | Frankrijk | Ligue 1              | 32    | 1      |
| 2014/15 | AS Saint-Étienne | Frankrijk | Ligue 1              | 23    | 1      |
| 2015/16 | AS Saint-Étienne | Frankrijk | Ligue 1              | 28    | 3      |
| 2016/17 | Al-Arabi         | Qatar     | Stars League         | 13    | 0      |
| 2017/18 | Antwerp FC       | België    | Jupiler Pro League   | 11    | 0      |
| 2019/20 | Lyon-Duchère     | Frankrijk | Championnat National | 24    | 4      |
| Totaal  | Totaal           | Totaal    | Totaal               | 238   | 11     |